# Stardust (cântec)
Stardust este un cântec înregistrat de artista germană Lena Meyer-Landrut. Acesta a fost lansat pe 21 septembrie 2012 și face parte din albumul cu același nume. Piesa a fost scrisă de Rosi Golan și Tim Myers și produsă de Swen Meyer pentru al treilea album al artistei, Stardust (2012).

## Videoclipul muzical
Videoclipul a fost filmat în august 2012 într-un semi-deșert spaniol. A fost lansat la data de 7 septembrie 2012.

La 21 martie 2013, videoclipul a fost desemnat drept cel mai bun video la Premiile Germane ECHO.

## Versuri
Versuri "Stardust" - Lena Meyer-Landrut

We've been waiting for the sun

We've been waiting for the sun

to come out and play

all these rainy days

are getting on.

We've been waiting for the stars

we've been waiting for the stars

just to light the way

and take a night away

and hang us odd

Refren:

So no one can catch us

nothing can change this

covered in stardust

things so glowing

jumping off the edge

reaching for the moon

living everyday

things all go like

oohhooo oho oho oho oho oohhooo (3x)

We are waiting on a dream

We are waiting on a dream

so we go to sleep

but nothing happens when

we wait too long

so we go and

Refren:

No one can catch us

Nothing can change this

covered in stardust

things so glowing

jumping off the edge

reaching for the moon

living everyday

things all go like

oohhooo oho oho oho oho oohhooo (3x)

oho oho oho oho oho oh hey! (3x)

oho oho oh hey!

oho oho oho oho oh hey! (3x)

oho oho ohhh

yeah yeah

Refren:

No one can catch us

nothing can change this

covered in stardust

things so glowing

jumping off the edge

reaching for the moon

living everyday (2x)

things all go like

## Topuri
| Topuri (2012)                 | Poziția în top |
| ----------------------------- | -------------- |
| Austria (Ö3 Austria Top 40)   | 14             |
| Germania (Media Control AG)   | 2              |
| Luxemburg (Billboard)         | 9              |
| Elveția (Schweizer Hitparade) | 74             |

## Premii și nominalizări
| An   | Premiu             | Categorie             | Rezultat    |
| ---- | ------------------ | --------------------- | ----------- |
| 2012 | 1 LIVE KRONE       | Cel mai bun single    | Nominalizat |
| 2013 | 2013 Premiile Echo | Cel mai bun videoclip | Câștigat    |